# Yules Y
Yules Y, ook bekend als de colligatiecoëfficiënt, is een maat van samenhang tussen twee dichotome variabelen. De maat is ontwikkeld door George Udny Yule in 1912.
Voor een kruistabel van dichotome variabelen {\displaystyle X} en {\displaystyle Y} met frequenties of proporties
|                     | {\displaystyle Y=0} | {\displaystyle Y=1} |
| ------------------- | ------------------- | ------------------- |
| {\displaystyle X=0} | {\displaystyle a}   | {\displaystyle b}   |
| {\displaystyle X=1} | {\displaystyle c}   | {\displaystyle d}   |
luidt de formule:
{\displaystyle Y={\frac {{\sqrt {ad}}-{\sqrt {bc}}}{{\sqrt {ad}}+{\sqrt {bc}}}}}
Yules {\displaystyle Y} neemt dus waarden aan tussen –1 en +1, waarbij –1 veelal duidt op een sterke  negatieve en +1 op een sterke positieve associatie. Een waarde in de buurt van 0 betekent weinig of geen samenhang.
Yules {\displaystyle Y} is nauw verbonden met de odds ratio {\displaystyle OR}, via de formule
{\displaystyle Y={\frac {{\sqrt {OR}}-1}{{\sqrt {OR}}+1}}}
Yules {\displaystyle Y} is tevens nauw verbonden met Yules Q, een andere maat van associatie, via de formule
{\displaystyle Q={\frac {2Y}{1+Y^{2}}}}